# 白石站 (江西省)
白石站位于江西省吉安市井冈山市鹅岭乡，是吉衡铁路的一座火车站，技术性质为中间站，不办理业务，车站等级为五等站，位于吉衡线吉安南站起98km933m处。